# Cattenstedt
Cattenstedt ist ein Ortsteil der Stadt Blankenburg (Harz) im Landkreis Harz in Sachsen-Anhalt.

## Geografische Lage
Cattenstedt liegt im Nordharz südöstlich der Stadt Blankenburg (Harz), an der Bundesstraße 81, die südlich weiter in Richtung Hasselfelde führt. Nordöstlich des Ortes erstreckt sich das Naturschutzgebiet und Ausflugsziel Teufelsmauer. Durch Cattenstedt fließt der Jordanbach.

## Geschichte
Cattenstedt wurde erstmals 1199 als Sitz von Burcadus de Cattenstede erwähnt. Vertreter dieser Adelsfamilie sind bis 1287 urkundlich auf dem Herrenhof im Ort nachweisbar. Bereits 1204 wird eine Kapelle, der Vorgänger der St.-Martin-Kirche, und eine Mühle im Ort erwähnt. Die St.-Martin-Kirche war anfangs nur eine Wehrkirche und wurde später erst erweitert. Sie wurde 2013 renoviert. Im Winter finden die Gottesdienste nicht in der Kirche statt (ausgenommen Heiligabend), sondern in den Räumlichkeiten der Kirche an der B 81. Diese werden als Konsumkirche bezeichnet.
Von 1630 bis 1865 war das Rittergut Cattenstedt im Besitz der Familie von Kropff, die 1717 den noch heute vorhandenen Barockbau veranlasste. Das Rittergut ist in Privatbesitz.
Am 1. Januar 2010 wurde die bis dahin selbstständige Gemeinde Cattenstedt zusammen mit den Gemeinden Heimburg, Hüttenrode, Wienrode und Timmenrode sowie Stadt Derenburg in die Stadt Blankenburg (Harz) eingemeindet.

## Wirtschaft und Infrastruktur
Im Jahr 2012 fand ein DSL Ausbau durch die Telekom statt.

## Freizeit und Sportanlagen
Cattenstedt besitzt einen Fußballplatz mit anschließendem  Mehrzweckgebäude, welches z. B. für das jährliche Osterfeuer genutzt wird.
Des Weiteren gibt es noch einen Reitplatz mit dem Namen „Rittergut“.

## Politik

### Ortschaftsrat
Bei den Kommunalwahlen am 9. Juni 2024 konnten nur fünf der sieben Sitze im Ortschaftsrat besetzt werden, da nicht genügend Kandidaten aufgestellt wurden. Von den fünf Sitzen entfielen vier auf Einzelbewerber. Ein Sitz ging an einen Vertreter der AfD. Die Wahlbeteiligung lag 2024 bei 77,49 %.

### Ortsbürgermeister
Seit 2017 ist Werner Greif (parteilos) Ortsbürgermeister.

### Wappen
Blasonierung: „In Gold über blauem Wellenschildfuß drei blaue Eichenblätter, das mittlere größer und die beiden äußeren zum Schildrand hin schräg gestellt.“
Die Farben des Ortsteils sind Blau - Gelb.
Das Wappen wurde vom Magdeburger Kommunalheraldiker Jörg Mantzsch gestaltet und ins Genehmigungsverfahren geführt.

### Flagge
Die Flagge ist blau - gelb (1:1) gestreift (Querform: Streifen waagerecht verlaufend, Längsform: Streifen senkrecht verlaufend) und mittig mit dem Gemeindewappen belegt.

## Kultur und Sehenswürdigkeiten
- Mittelalterliche Kirche St. Martini; Turm mit Bausubstanz aus dem frühen 13. Jahrhundert; im Jahr 2013 umfangreich saniert[6]
- Rittergut Cattenstedt mit einem Herrenhaus von 1717, wahrscheinlich errichtet von Hermann Korb[7]
- Auf dem Ortsfriedhof befinden sich die Gräber von sieben KZ-Häftlingen, die am Ende des Zweiten Weltkriegs ums Leben kamen.